# La Papúa
La Papúa es un sitio arqueológico y poblado de la Edad del Bronce que se encuentra en la provincia española de Huelva, dentro de los términos municipales de Zufre y Arroyomolinos de León.

## Descubrimiento y ubicación
El sitio y poblado de La Papúa se localizó por vez primera en 1994 dentro del programa de prospecciones Sierra de Huelva de la Junta de Andalucía. La Papúa ocupa la parte más alta de la Sierra del Membrillo, justo en la divisoria de los términos municipales de Zufre Y Arroyomolinos, marcando su máxima altura en 583 m s. n. m. La denominación La Papúa deriva de La Papuda, término con el que el lugar era denominado a principios del siglo XIX para indicar una «tierra montuosa e inculta de realengo».

## El yacimiento
El sitio arqueológico está compuesto de estructuras murarias independientes aunque vinculadas, cuya organización interna se realiza a través de dos zonas de hábitats ubicadas en elevaciones contiguas de la misma alineación montañosa: la zona occidental es la de menor extensión (6 hectáreas aproximadamente) y tiene planta de tendencia irregular; la zona oriental es la de mayor tamaño (8 hectáreas aproximadamente) y presenta una planta irregular. La técnica de construcción se asemeja al yacimiento de El Trastejón, también en la sierra onubense,
La principal característica del yacimiento de La Papúa la constituye sus construcciones murarias. Estas estructuras fueron levantadas perpendicularmente al eje longitudinal de la cima montañosa y se constituyen a partir de amurallamientos, construidos por acumulación de bloques aplanados de esquistos y lajas de pizarra, que en ocasiones alcanzan hasta tres metros de altura. Los materiales empleados se traban con barro o simplemente se colocan «a hueso». Una característica en común a este tipo de construcciones es la colocación de los mampuestos, en las hiladas superiores en ángulo de 45°. Su funcionalidad sería la de minimizar el grado de erosión y retener de esta manera las tierras, por lo que estas construcciones no sólo tendrían un carácter defensivo.
En la zona central de la cordillera, el acceso al interior del hábitat está protegido por dos acumulaciones de piedras de planta pseudocircular, mientras se ha detectado en el recinto occidental, en la ladera oeste, una construcción formada por dos acumulaciones de piedras que forman ángulo de 90° y que se interpretan como una puerta del recinto. La finalidad de estas estructuras murarias sí que parece haber sido exclusivamente defensiva ya que no se genera un espacio preparado para la construcción de cabañas, hornos, etc. Otras estructuras murarias de La Papúa como las que se ubican en la cota de mayor altitud y en la ladera sur, sirvieron para generar un espacio aterrazado útil para la construcción de cabañas e instalaciones productivas.
La Papúa parece responder a las características de un asentamiento central del importante poblamiento que se desarrolla en el curso alto de la rivera de Huelva durante el período 1700-800 a. C., asumiendo una preeminencia jerárquica sobre otros asentamientos como se contrasta en su extensión, naturaleza y tamaño de las estructuras murarias y del ajuar depositado en las cistas que se distribuyen en su entorno, ofrendas que incluyen objetos de prestigio de lujo tales como diademas y puñales. En su entorno se localizan diversas necrópolis de cistas que en total suponen un número en torno a los cuarenta enterramientos.

## Estatus patrimonial
El sitio y poblado de La Papúa es un inmueble inscrito con carácter genérico en el Catálogo General del Patrimonio Histórico Andaluz por Resolución de 28 de julio de 2005, de la Dirección General de Bienes Culturales de la consejería de Cultura de la Junta de Andalucía, y goza del nivel de protección establecido para dichos bienes en la Ley 14/2007, de 26 de noviembre, del Patrimonio Histórico de Andalucía.